# Bolsa Boliviana de Valores
Die Bolivianische Börse (spanisch: Bolsa Boliviana de Valores oder BBV) ist eine Wertpapierbörse mit Sitz in La Paz, Bolivien. Die BBV nahm 1989 ihren Betrieb auf und bietet den Handel mit Aktien, Indizes, Gold und lokalen Rohstoffen an.

## Geschichte
Zu den Gründern der Bolivianischen Börse gehörten Ernesto Wende, Oscar Parada, Gastón Guillén, Gastón Mujía, José Crespo, Luis Ergueta und Chirveches. Der Präsident des bolivianischen Arbeitgeberverbandes (CEPB), Marcelo Pérez Monasterios (später bolivianischer Botschafter im Vereinigten Königreich), berief eine Sitzung ein, um eine Kommission zur Unterstützung des Börsenaufbaus einzusetzen. Das Projekt startete am 19. April 1979 unter dem Namen Bolsa Boliviana de Valores (Bolivianische Börse). Die BBV startete mit einem Kapital von 1.420.000 B$ (Bolivianisches Gewicht, gültiges gesetzliches Zahlungsmittel bis 1987) und 71 Aktionären. Nach der Gründung genehmigte der erste Aktionärsrat die Satzung der Gesellschaft und ernannte Don Ernesto Wende Frankel zum ersten Direktor. Der Vorstand war für die Durchführung der notwendigen Formalitäten zur Erlangung des Rechtsstatus verantwortlich, einschließlich der Genehmigung der Satzung durch die Nationale Wertekommission gemäß dem Handelskodex.
Zwischen 1982 und 1985 begünstigten die wirtschaftlichen Bedingungen die Aktivierung des Handels an der bolivianischen Börse nicht. Bolivien litt unter einer schwachen Finanzlage und einer Hyperinflation, was die Forderungen nach Preisstabilität verstärkte. Es wurde ein Prozess zur Verbesserung der wirtschaftlichen Lage des Landes eingeleitet, der auf Stabilisierung und eine Deflation abzielte. Mit der Verbesserung der wirtschaftlichen Bedingungen wurde 1989 ein USAID-Programm zur Unterstützung des Aktienmarktes ins Leben gerufen. Es erstreckte sich auf die Nationale Wertekommission und die bolivianische Börse und ermöglichte zudem die Qualifizierung von Intermediären, die Ausarbeitung von Regulierungen und die operative Vorbereitung des Marktes. Am 20. Oktober 1989 nahm die Bolsa Boliviana de Valores ihre offiziellen Aktivitäten auf.

## Mitgliedschaften
Sie ist Mitglied in:
- Ibero-American Federation of Exchanges[3]